# Njurförbundet
Njurförbundet är en intresseorganisation för personer med njursjukdomar.
Njurförbundet bildades 1969 och består idag av 14 regionföreningar som geografiskt täcker in hela Sverige. 2007 hade förbundet ca 4.700 medlemmar. Inom förbundet finns en barn- och föräldragrupp samt en ungdomsgrupp. Formellt är dessa utsedda som arbetsgrupper av förbundsstyrelsen. Högsta beslutande organ är förbundsstämman som äger rum vartannat år. Förbundsstyrelsen väljs av stämman och leder förbundets verksamhet. I styrelsen ingår ordförande och åtta ledamöter. Förbundet är medlem i Funktionsrätt Sverige. 
Ordförande heter Håkan Hedman.
NJURfunk är Njurförbundets medlemstidning sedan 1973. Tidningen kommer ut med fyra nummer per år i en upplaga av cirka 5500 exemplar.